# Спартак Паскалевски
Спартак Паскалев Паскалевски е български художник и изкуствовед.

## Биография
Роден е в Скопие в 1947 година в семейството на поета Паскал Паскалевски. Учи в Художествената гимназия в София, а през 1971 година завършва ВИИИ „Николай Павлович“, специалност графика в класа на проф. Евтим Томов. От същата година участва в общите художествени изложби в България и в представителни изложби на българското изобразително изкуство в чужбина: Полша, Италия и Германия.
След дипломирането си започва работа към Българското национално радио, като още сътрудничи на Института по изкуствознание към БАН. Зачислява се като аспирант към Института по балканистика, а от 1985 г. работи на свободна практика. От 1991 до 1997 г. преподава в Националния учебен комплекс по култура в квартал Горна баня, София. През 1996 г. става доктор по изкуствознание, а от следващата година е доцент по история на изобразителните изкуства в Шуменския университет „Епископ Константин Преславски“.
Научноизследователските интереси на Паскалевски са в областта на историята и теорията на изкуството, балканистиката и семиотиката. Негови публикации са посветени на творчеството на Иван Мещрович, Ел Греко и други.
Твори графика, живопис, малка пластика, иконопис. Работи с различни техники: гравюра на цинк, офорт, акватинта, смесена техника.
От 1980 година рисува екслибриси: за Янис Рицос, Румяна Панайотова, Петър Величков и други.
Представя творбите си на престижни международни биеналета на графиката в Япония, Полша и България. Участва в Международното биенале на хумора и сатирата в изкуствата – Габрово.
През 2008 година в абатство Химерод край германския град Трир, Паскалевски създава мащабния триптих „Мистичен празник“ с тримата небесни покровители на Европа Свети Бенедикт и светите братя Кирил и Методий. Платното е изложено не в градския музей, а до самия олтар в катедралата на абатството.